# Jurij Milutin
Jurij Siergiejewicz Milutin (ros. Юрий Сергеевич Милютин; ur. 5 kwietnia?/18 kwietnia 1903 w Moskwie, zm. 9 czerwca 1968 tamże) – rosyjski i radziecki kompozytor, twórca piosenek, utworów rozrywkowych, operetek i muzyki filmowej. Ludowy Artysta RFSRR (1964).
Pochowany na Cmentarzu Nowodziewiczym w Moskwie.

## Twórczość

### Operetki
- Narzeczeni (1945)
- Pocałunek Juanity (1956)
- Popłoch wśród dziewcząt (1966)

### Muzyka filmowa
- 1937: Weseli muzykanci
- 1941: Cztery serca
- 1946: Zwariowane lotnisko